# Balneario Iporá
Balneario Iporá es una zona uruguaya del departamento de Tacuarembó. Se puede disfrutar de un circuito de senderismo, piscina, lago, diferentes encuentro musicales en verano, cabañas y zona de camping.

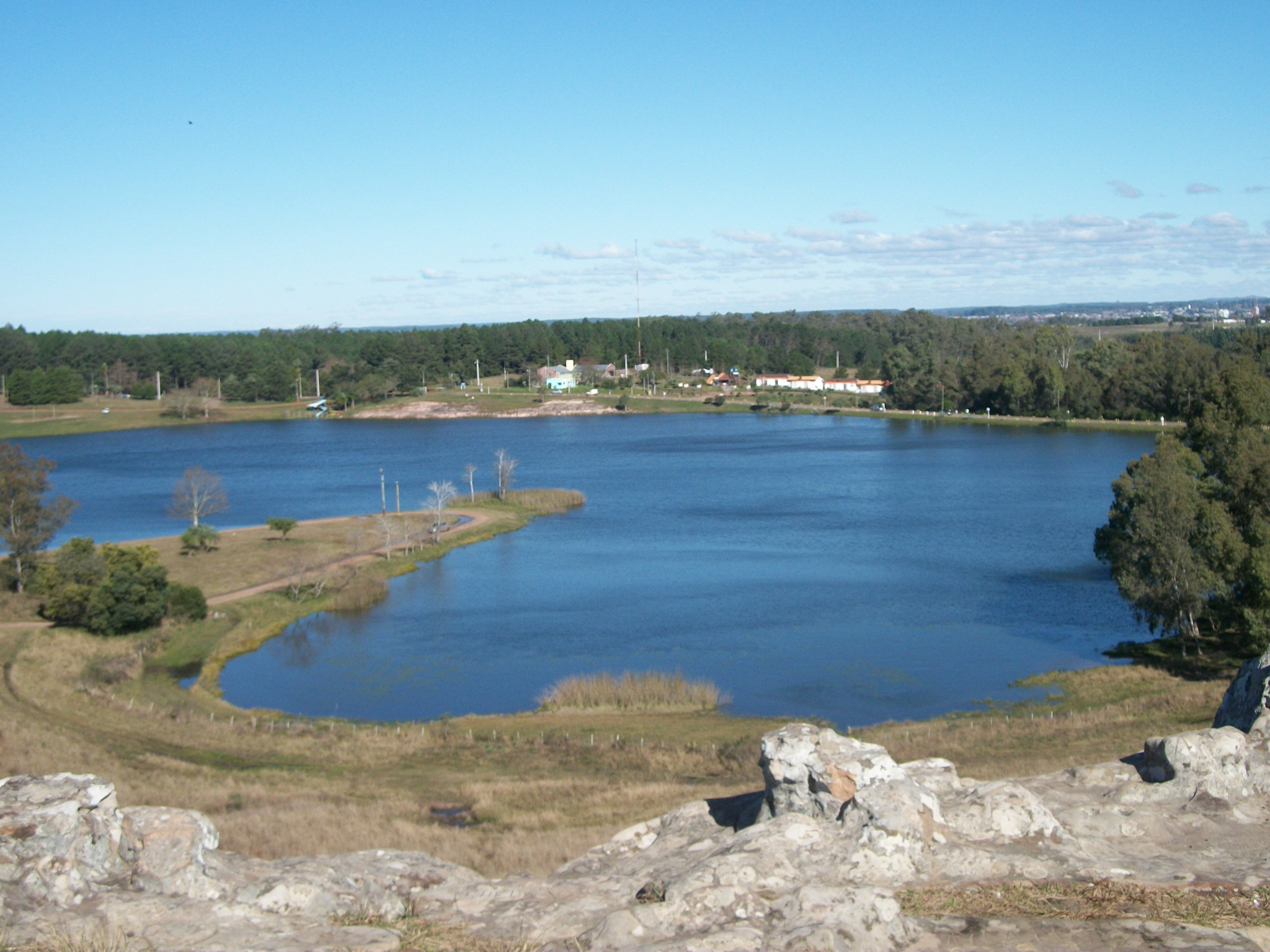
Lago Balneario Iporá

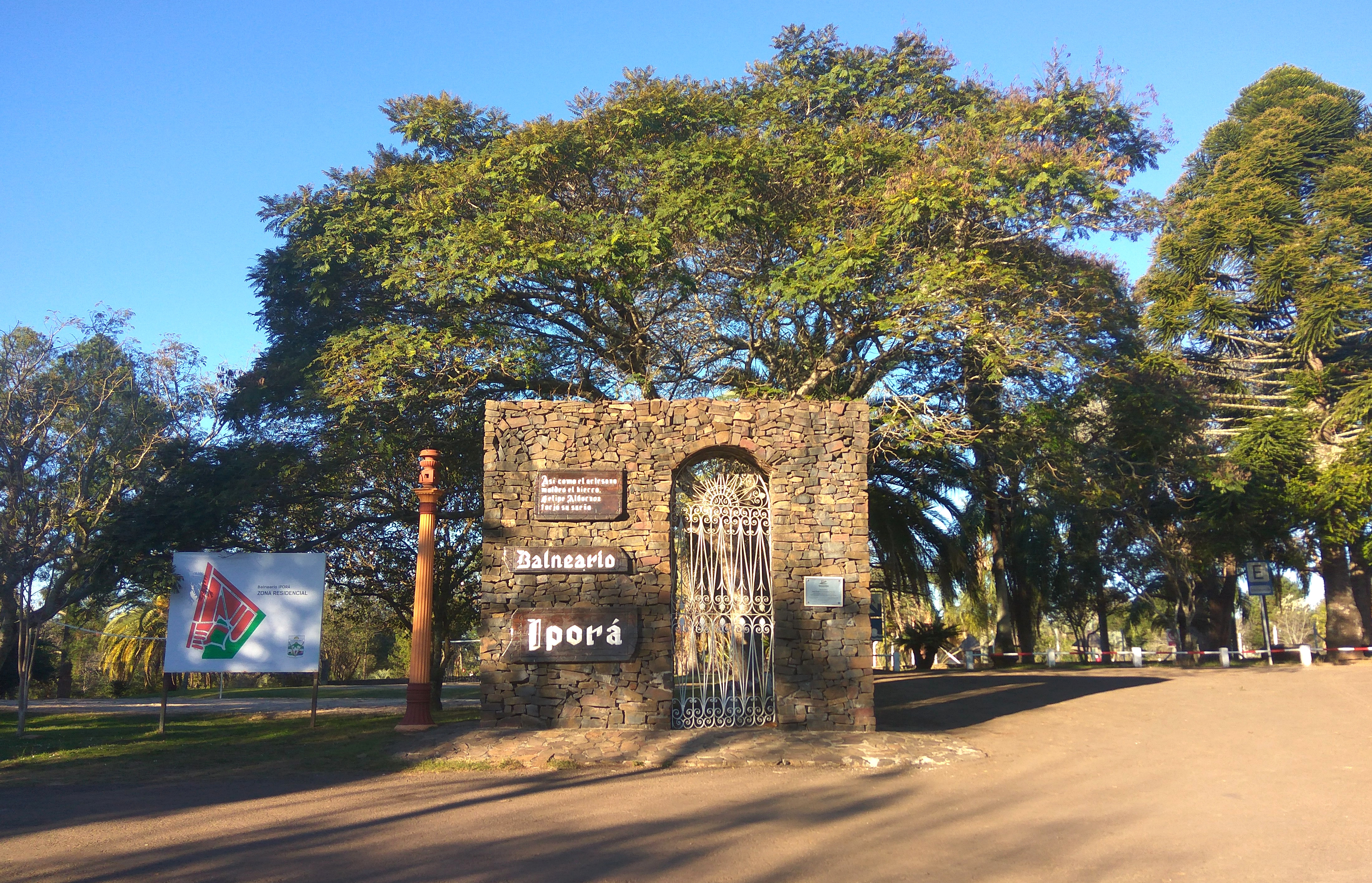
Entrada simbólica al balneario Iporá.

## Generalidades
El balneario, situado entre cerros a 7 km de la ciudad de Tacuarembó (Uruguay), consta de un parque dentro del que se han creado dos lagos artificiales, una pileta de natación, zonas de camping y otras instalaciones. El agua limpia del lago se puede disfrutar desde "playas" de tosca, prados o montes que llegan hasta la orilla.

## Historia

### Origen del nombre
El nombre Iporá fue propuesto por Carlos Raúl Ríos, quien ganó un concurso abierto cuyo premio era uno de los terrenos del fraccionamiento original. Iporá proviene del Idioma guaraní:  “i” significa agua y “porá” es un diminutivo de bello, claro, bueno o hermoso. Como en guaraní agua es "y", debería escribirse Yporá.

### Proceso de construcción
El proceso de construcción, entre 1950 y 1968, se gestó como un emprendimiento de propiedad privada de Felipe Albornoz da Costa. Era el propietario del predio de 200 hectáreas forestadas con eucaliptus, cuya explotación se veía perjudicada por el mal estado del camino, por lo cual decidió  construir un centro de esparcimiento. El entorno natural era especialmente adecuado, excepto por la carencia de agua. Se  perforó un pozo semisurgente  de donde, a los 96 metros, una bomba extrae 6200 litros por hora. 
Para ello contrató a la empresa constructora de Máximo Muller que, además levantó el parador hexagonal y una piscina olímpica en forma de "L"
Albornoz, gerente de la sucursal local del Banco de Casupá, hizo parcelar la zona y organizó la venta de terrenos entre habitantes de Tacuarembó..
Hacia mediados de los años 1970 buena parte de los integrantes de la Asociación de propietarios que quedó a cargo de los bienes comunes se encontraba detenida como consecuencia de la dictadura que tuvo lugar el país y la Asociación no pudo afrontar los gastos, por lo cual el municipio de Tacuarembó se hizo cargo, pasando los bienes comunes a propiedad estatal.
El lago artificial que Albornoz ideó fue proyectado por el ingeniero civil Gabino Suárez y realizado 12 años después cuando el balneario ya era municipal, con el apoyo del intendente de la época Norberto Bernachín. Se utilizaron rocas de un cerro cercano para cimentar el terraplén de contención de agua del lago de 13 hectáreas de embalse y 12 metros de profundidad. Cuando las lluvias provocan exceso de agua, esta se evacúa naturalmente por un escape en las hondonadas del lugar.
Hay 150 viviendas y un enjardinado diseñado por el ingeniero Pablo Briz Araújo. En la zona de camping caben unas 200 carpas, hay baños con agua caliente, 40 churrasqueras, canchas deportivas y un parque infantil. 

### El entorno
El balneario está comunicado con el centro de la ciudad de Tacuarembó por la Avenida Héctor Gutiérrez Ruiz, lo que facilita su habitación permanente por pobladores de la zona.
En un predio lindero se construyó el Parque Oribe, con un gran lago artificial donde se practican deportes.
En 1989 se realizó en esta localidad el Primer Jamboree Nacional de la Asociación Scouts del Uruguay donde participaron miles de jóvenes practicantes del escultismo en todo el país.

## Población
Según el censo del año 2011 la localidad contaba con una población de 298 habitantes.
| 102           | 99 | 298 |
| (Fuente: INE) |    |     |